# Rio Caraslău
O Rio Caraslău é um rio da Romênia, afluente do Oituz, localizado no distrito de Bacău.